# Anna Pichrtová
Pour les articles homonymes, voir Straková.
Anna Pichrtová, née Baloghová, mariée Straková, née le 19 mai 1973 à Trenčín, est une coureuse de fond tchèque spécialisée en marathon et en course en montagne. Elle a remporté deux titres de championne du monde de course en montagne longue distance, un titre de championne du monde de course en montagne et a remporté le Grand Prix WMRA à deux reprises en 2006 et 2007. Elle est également double championne d'Europe de course en montagne.

## Biographie
Anna commence la compétition en athlétisme et en triathlon sous la nationalité Slovaque avec le nom de Baloghová. En 1995, elle épouse le duathlète tchèque Michala Pichrta. Elle prend la nationalité de son mari et adopte le nom de Pichrtová,.
Elle remporte la médaille d'argent lors du Trophée mondial de course en montagne 2001.
Parallèlement à la course en montagne, elle court également en marathon. En 2002, elle termine troisième du marathon de Los Angeles et deuxième du Grandma's Marathon où elle établit son record personnel en 2 h 32 min 39 s.
Elle prend part aux championnats d'Europe d'athlétisme 2002 où elle termine onzième. Elle participe également aux Jeux olympiques d'été de 2004 et aux championnats du monde d'athlétisme 2005. Elle termine respectivement 28e et 27e,.
Elle remporte ensuite le titre de championne d'Europe de course en montagne en 2004 et 2006.
En 2006, elle domine la saison du Grand Prix WMRA 2006 en remportant toutes les courses du calendrier : Grossglockner, Grintovec, Schlickeralm, 2 Bains, Šmarna Gora et Rocher de Gibraltar. Elle remporte également la première de ses quatre victoires à Sierre-Zinal.
Le 23 novembre 2006, elle se rend au Nigeria pour participer à la course de montagne du Ranch Obudu. Voyageant en compagnie de Danny Hughes, le président de la WMRA et des athlètes Melissa Moon et Izabela Zatorska, leur véhicule sort violemment de la route. Danny Hughes et Melissa Moon s'en sortent avec des égratignures mais Anna et Izabela sont plus gravement blessées. La Tchèque souffre notamment de fractures à la clavicule et à la main. Elle est transportée d'urgence à l'hôpital de Calabar où elle subit une première opération avant d'être rappatriée en République Tchèque,.
Elle effectue son retour à la compétition en juin 2007 en remportant une nouvelle victoire à la course du Mont Washington. Elle décroche ensuite trois podiums et remporte le Grand Prix WMRA 2007 ainsi que le Trophée mondial de course en montagne 2007. Elle prend finalement sa revanche au Nigeria en remportant la course de montagne du Ranch Obudu.
Elle essaie de se qualifier pour le marathon des Jeux olympiques d'été de 2008. Lors de sa dernière chance de se qualifier à Ottawa, un concurrent la fait trébucher au sixième kilomètre. Elle termine le marathon à la sixième place en 2 h 39 min 44 s mais rate les qualifications pour moins de 3 minutes. Elle termine le reste de l'année en convalescence, notamment pour sa main, à la suite des séquelles de son accident de 2006.
Elle remporte ensuite deux titres consécutifs de championne du monde de course en montagne longue distance en 2008 et 2009. En 2008, elle établit le record féminin à Sierre-Zinal en 2 h 54 min 26 s qui est battu en 2019 par Maude Mathys.
Elle épouse Samuel Straka le 11 novembre 2011 et prend le nom d'Anna Straková. Elle devient mère et fait une pause dans sa carrière. Elle effectue ensuite son retour en 2013 dans des courses de skyrunning et ultra-trail. Elle remporte notamment le Magredi Mountain Trail 100 Mile 2014 et le Grossglockner UltraTrail 2015.

## Palmarès

### Route
| Année | Compétition                                | Lieu           | Place | Épreuve           | Performance     |
| ----- | ------------------------------------------ | -------------- | ----- | ----------------- | --------------- |
| 1992  | Championnats de Slovaquie d'athlétisme     | Košice         | 1re   | 10 000 m          | 38 min 4 s 7    |
| 1993  | Championnats de Slovaquie de cross-country | Bratislava     | 1re   | Cross-country 6km | 23 min 2 s      |
| 1994  | Championnats de Slovaquie de cross-country | Brezno         | 1re   | Cross-country 6km | 20 min 33 s     |
| 2001  | Colonial Half Marathon                     | Williamsburg   | 2e    | Semi-marathon     | 1 h 18 min 14 s |
| 2001  | Semi-marathon de Charlotte                 | Charlotte      | 1re   | Semi-marathon     | 1 h 15 min 25 s |
| 2001  | Sallie Mae 10K                             | Washington     | 2e    | 10 kilomètres     | 34 min 24 s     |
| 2001  | Army Ten-Miler                             | Arlington      | 2e    | 10 miles          | 55 min 55 s     |
| 2001  | Marathon de Long Beach                     | Long Beach     | 2e    | Marathon          | 2 h 38 min 1 s  |
| 2002  | Semi-marathon de Hampton                   | Hampton        | 1re   | Semi-marathon     | 1 h 15 min 12 s |
| 2002  | Colonial Half Marathon                     | Williamsburg   | 1re   | Semi-marathon     | 1 h 15 min 2 s  |
| 2002  | Marathon de Los Angeles                    | Los Angeles    | 3e    | Marathon          | 2 h 33 min 25 s |
| 2002  | 20 km de Wheeling                          | Wheeling       | 2e    | 20 kilomètres     | 1 h 11 min 38 s |
| 2002  | Grandma's Marathon                         | Duluth         | 2e    | Marathon          | 2 h 32 min 39 s |
| 2002  | Championnats d'Europe d'athlétisme         | Munich         | 11e   | Marathon          | 2 h 37 min 39 s |
| 2003  | Colonial Half Marathon                     | Williamsburg   | 1re   | Semi-marathon     | 1 h 18 min 21 s |
| 2003  | Biltmore-Kiwanis 15K                       | Asheville      | 1re   | 15 kilomètres     | 55 min 56 s     |
| 2004  | Marathon des Bermudes                      | Hamilton       | 1re   | Marathon          | 2 h 49 min 35 s |
| 2004  | Colonial Half Marathon                     | Williamsburg   | 1re   | Semi-marathon     | 1 h 16 min 8 s  |
| 2004  | Marathon de Los Angeles                    | Los Angeles    | 4e    | Marathon          | 2 h 35 min 12 s |
| 2004  | Semi-marathon de Hampton                   | Hampton        | 1re   | Semi-marathon     | 1 h 15 min 40 s |
| 2004  | Jeux olympiques d'été                      | Athènes        | 28e   | Marathon          | 2 h 40 min 58 s |
| 2005  | Marathon de Los Angeles                    | Los Angeles    | 6e    | Marathon          | 2 h 33 min 2 s  |
| 2005  | Marathon de Salt Lake City                 | Salt Lake City | 2e    | Marathon          | 2 h 34 min 47 s |
| 2005  | Semi-marathon de Denver                    | Denver         | 3e    | Semi-marathon     | 1 h 17 min 10 s |
| 2005  | Championnats du monde d'athlétisme         | Helsinki       | 27e   | Marathon          | 2 h 34 min 45 s |
| 2007  | Marathon de San Diego                      | San Diego      | 8e    | Marathon          | 2 h 42 min 29 s |
| 2008  | Colonial Half Marathon                     | Williamsburg   | 1re   | Semi-marathon     | 1 h 18 min 33 s |
| 2008  | Marathon d'Ottawa                          | Ottawa         | 6e    | Marathon          | 2 h 39 min 44 s |
| 2009  | Marathon de Florence                       | Florence       | 5e    | Marathon          | 2 h 41 min 58 s |
| 2009  | Comrades Marathon                          | Durban         | 10e   | Ultra-marathon    | 6 h 51 min 34 s |

### Course en montagne
| no  | féminin            | Course                                                  | Longueur | Départ             | Temps           |
| --- | ------------------ | ------------------------------------------------------- | -------- | ------------------ | --------------- |
|     | Médaille de bronze | Course de montagne du Kitzbüheler Horn                  | 12,9 km  | 22 août 1993       | 1 h 14 min 14 s |
| 10e | 10e                | Trophée mondial de course en montagne                   | 7,9 km   | 9 septembre 1993   | 38 min 52 s     |
| 2e  | Médaille d'argent  | Critérium européen de course en montagne                | 7,2 km   | 3 juillet 1994     | 30 min 57 s     |
|     | Médaille d'or      | Course de montagne du Kitzbüheler Horn                  | 12,9 km  | 21 août 1994       | 1 h 10 min 2 s  |
|     | Médaille de bronze | Course de Schlickeralm                                  | 11,2 km  | 1er septembre 1996 | 1 h 17 min 48 s |
|     | Médaille d'argent  | Drei Zinnen Alpine Run                                  | 17,5 km  | 12 septembre 1999  | 1 h 47 min 6 s  |
|     | Médaille d'argent  | Course de montagne du Kitzbüheler Horn                  | 12,9 km  | 27 août 2000       | 1 h 10 min 36 s |
| 7e  | 7e                 | Trophée mondial de course en montagne                   | 8,9 km   | 9 septembre 2000   | 51 min 37 s     |
|     | Médaille d'argent  | Mount Kinabalu Climbathon                               | 12 km    | 7 octobre 2000     | 2 h 5 min 28 s  |
| 13e | Médaille d'or      | Course du Mont Washington                               | 12,2 km  | 16 juin 2001       | 1 h 13 min 48 s |
|     | Médaille d'argent  | Course de Schlickeralm                                  | 11,2 km  | 5 août 2001        | 1 h 11 min 45 s |
|     | Médaille d'or      | Drei Zinnen Alpine Run                                  | 17,5 km  | 9 septembre 2001   | 1 h 31 min 47 s |
| 2e  | Médaille d'argent  | Trophée mondial de course en montagne                   | 8,5 km   | 16 septembre 2001  | 38 min 17 s     |
| 30e | Médaille d'or      | Course du Mont Washington                               | 6,1 km   | 15 juin 2002       | 32 min 32 s     |
| 3e  | Médaille de bronze | Championnats d'Europe de course en montagne             | 8,7 km   | 7 juillet 2002     | 42 min 1 s      |
|     | Médaille d'or      | Course de montagne du Kitzbüheler Horn                  | 12,9 km  | 25 août 2002       | 1 h 10 min 42 s |
| 26e | Médaille d'or      | Dreizinnen-Marathon                                     | 21 km    | 8 septembre 2002   | 2 h 0 min 54 s  |
| 16e | Médaille d'or      | Course du Mont Washington                               | 12,2 km  | 21 juin 2003       | 1 h 12 min 50 s |
| 8e  | 8e                 | Championnats d'Europe de course en montagne             | 8,0 km   | 6 juillet 2003     | 45 min 51 s     |
| 24e | Médaille d'argent  | Course de montagne du Grossglockner                     | 13,6 km  | 20 juillet 2003    | 1 h 28 min 1 s  |
| 10e | 10e                | Trophée mondial de course en montagne                   | 7,7 km   | 20 septembre 2003  | 43 min 3 s      |
| 27e | Médaille d'or      | Course du Mont Washington                               | 12,2 km  | 19 juin 2004       | 1 h 12 min 19 s |
| 1re | Médaille d'or      | Championnats d'Europe de course en montagne             | 7,2 km   | 4 juillet 2004     | 34 min 50 s     |
| 20e | Médaille d'or      | Course de montagne du Grossglockner                     | 13,6 km  | 18 juillet 2004    | 1 h 24 min 29 s |
|     | Médaille d'or      | Course de Schlickeralm                                  | 11,2 km  | 1er août 2004      | 1 h 9 min 26 s  |
| 2e  | Médaille d'argent  | Trophée mondial de course en montagne                   | 8,4 km   | 5 septembre 2004   | 50 min 37 s     |
| 12e | Médaille d'or      | Dreizinnen-Marathon                                     | 21 km    | 12 septembre 2004  | 1 h 57 min 54 s |
|     | Médaille d'or      | Mount Kinabalu Climbathon                               | 21 km    | 2 octobre 2004     | 3 h 6 min 54 s  |
|     | Médaille d'or      | Championnats des États-Unis de trail 10K                | 10 km    | 4 juin 2005        | 52 min 19 s     |
| 17e | Médaille d'argent  | Course du Mont Washington                               | 12,2 km  | 18 juin 2005       | 1 h 10 min 26 s |
| 2e  | Médaille d'argent  | Championnats d'Europe de course en montagne             | 10,0 km  | 10 juillet 2005    | 1 h 9 min 38 s  |
| 10e | Médaille d'or      | Course de montagne du Grintovec                         | 9,6 km   | 24 juillet 2005    | 1 h 31 min 53 s |
|     | Médaille d'or      | Course de Schlickeralm                                  | 11,2 km  | 7 août 2005        | 1 h 9 min 57 s  |
|     | Médaille d'or      | Course de montagne du Kitzbüheler Horn                  | 12,9 km  | 28 août 2005       | 1 h 9 min 15 s  |
| 15e | Médaille d'or      | Dreizinnen-Marathon                                     | 21 km    | 11 septembre 2005  | 1 h 56 min 14 s |
| 3e  | Médaille de bronze | Trophée mondial de course en montagne                   | 9,1 km   | 25 septembre 2005  | 41 min 59 s     |
|     | Médaille d'or      | Mount Kinabalu Climbathon                               | 21 km    | 1er octobre 2005   | 3 h 13 min 25 s |
|     | Médaille d'or      | Course de montagne du Ranch Obudu                       | 11,2 km  | 27 novembre 2005   | 55 min 46 s     |
| 21e | Médaille d'or      | Course du Mont Washington                               | 12,2 km  | 17 juin 2006       | 1 h 11 min 18 s |
| 1re | Médaille d'or      | Championnats d'Europe de course en montagne             | 7,9 km   | 9 juillet 2006     | 41 min 28 s     |
| 15e | Médaille d'or      | Course de montagne du Grossglockner                     | 12,9 km  | 23 juillet 2006    | 1 h 22 min 34 s |
| 18e | Médaille d'or      | Course de montagne du Grintovec                         | 9,6 km   | 30 juillet 2006    | 1 h 31 min 50 s |
| 26e | Médaille d'or      | Course de Schlickeralm                                  | 11,2 km  | 6 août 2006        | 1 h 9 min 27 s  |
| 16e | Médaille d'or      | Sierre-Zinal                                            | 31 km    | 13 août 2006       | 2 h 58 min 42 s |
| 22e | Médaille d'or      | Course du Cervin                                        | 12,5 km  | 20 août 2006       | 1 h 5 min 21 s  |
| 7e  | 7e                 | Trophée mondial de course en montagne                   | 8,4 km   | 10 septembre 2006  | 49 min 37 s     |
| 15e | Médaille d'or      | Course des 2 Bains                                      | 9,7 km   | 24 septembre 2006  | 52 min 36 s     |
| 12e | Médaille d'or      | Mount Kinabalu Climbathon                               | 21 km    | 30 septembre 2006  | 3 h 8 min 48 s  |
| 1re | Médaille d'or      | Course du Rocher de Gibraltar                           | 8,2 km   | 28 octobre 2006    | 36 min 44 s     |
| 18e | Médaille d'or      | Course du Mont Washington                               | 12,2 km  | 16 juin 2007       | 1 h 12 min 53 s |
|     | Médaille d'or      | Course de côte de Cranmore                              | 8,6 km   | 24 juin 2007       | 46 min 45 s     |
| 2e  | Médaille d'argent  | Championnats d'Europe de course en montagne             | 8,5 km   | 8 juillet 2007     | 52 min 34 s     |
| 9e  | Médaille d'or      | Course de montagne du Grossglockner                     | 12,6 km  | 15 juillet 2007    | 1 h 21 min 25 s |
| 17e | Médaille d'or      | Course de montagne du Grintovec                         | 9,6 km   | 29 juillet 2007    | 1 h 34 min 24 s |
| 26e | Médaille d'argent  | Course de Schlickeralm                                  | 11,2 km  | 5 août 2007        | 1 h 9 min 20 s  |
| 19e | Médaille d'or      | Sierre-Zinal                                            | 31 km    | 12 août 2007       | 2 h 55 min 19 s |
| 20e | Médaille d'or      | Course du Cervin                                        | 12,5 km  | 19 août 2007       | 1 h 5 min 41 s  |
| 1re | Médaille d'or      | Trophée mondial de course en montagne                   | 8,3 km   | 15 septembre 2007  | 39 min 11 s     |
| 21e | Médaille d'argent  | Course de montagne du Hochfelln                         | 8,9 km   | 30 septembre 2007  | 51 min 40 s     |
| 39e | Médaille d'argent  | Course de Šmarna Gora                                   | 9 km     | 6 octobre 2007     | 51 min 40 s     |
| 1re | Médaille d'or      | Trophée Vanoni                                          | 5 km     | 21 octobre 2007    | 21 min 41 s     |
| 32e | Médaille d'or      | Challenge mondial de course en montagne longue distance | 37,4 km  | 26 avril 2008      | 3 h 14 min 43 s |
| 24e | Médaille d'or      | Course de montagne du Grossglockner                     | 12,6 km  | 20 juillet 2008    | 1 h 25 min 8 s  |
| 20e | Médaille d'or      | Course de montagne du Grintovec                         | 9,6 km   | 27 juillet 2008    | 1 h 35 min 18 s |
| 21e | Médaille d'or      | Course de Schlickeralm                                  | 10,5 km  | 3 août 2008        | 1 h 8 min 16 s  |
| 17e | Médaille d'or      | Sierre-Zinal                                            | 31 km    | 10 août 2008       | 2 h 54 min 26 s |
| 1re | Médaille d'or      | World Masters Mountain Running Championships            | 11,3 km  | 6 septembre 2008   | 55 min 50 s     |
| 31e | Médaille d'argent  | Course de montagne du Hochfelln                         | 8,9 km   | 28 septembre 2008  | 51 min 55 s     |
| 21e | Médaille d'or      | SkyRace Valmalenco-Valposchiavo                         | 30 km    | 7 juin 2009        | 2 h 8 min 35 s  |
| 7e  | Médaille d'or      | Course de Schlickeralm                                  | 10,5 km  | 11 juillet 2009    | 1 h 11 min 8 s  |
| 23e | Médaille d'argent  | Course de montagne du Grossglockner                     | 12,6 km  | 19 juillet 2009    | 1 h 24 min 26 s |
| 12e | Médaille d'or      | Course de montagne du Grintovec                         | 9,6 km   | 26 juillet 2009    | 1 h 32 min 48 s |
| 15e | Médaille d'argent  | Harakiri-Run                                            | 10,4 km  | 2 août 2009        | 1 h 3 min 16 s  |
| 20e | Médaille d'or      | Sierre-Zinal                                            | 31 km    | 9 août 2009        | 2 h 58 min 24 s |
| 5e  | 5e                 | Championnats du monde de course en montagne             | 8,8 km   | 6 septembre 2009   | 44 min 59 s     |
| 18e | Médaille d'or      | Challenge mondial de course en montagne longue distance | 42 km    | 10 octobre 2009    | 3 h 28 min 57 s |
| 75e | 7e                 | Sierre-Zinal                                            | 31 km    | 8 août 2010        | 3 h 20 min 19 s |
| 30e | Médaille de bronze | Kaiserkrone SkyRace                                     | 24,7 km  | 26 juin 2021       | 5 h 0 min 21 s  |

### Ultra-trail
| no  | féminin            | Course                                                  | Longueur | Départ            | Temps            |
| --- | ------------------ | ------------------------------------------------------- | -------- | ----------------- | ---------------- |
| 13e | Médaille d'argent  | Ultra Trail Valls d'Àneu                                | 92 km    | 19 septembre 2014 | 21 h 8 min 39 s  |
| 13e | Médaille d'or      | Magredi Mountain Trail 100 Mile                         | 161 km   | 3 octobre 2014    | 27 h 57 min 12 s |
| 88e | 9e                 | Championnats du monde de trail                          | 85 km    | 30 mai 2015       | 10 h 46 min 56 s |
| 30e | Médaille de bronze | Championnats d'Europe de skyrunning - Ultra SkyMarathon | 65 km    | 12 juillet 2015   | 9 h 48 min 46 s  |
| 18e | Médaille d'or      | Grossglockner UltraTrail                                | 110 km   | 25 juillet 2015   | 21 h 37 min 16 s |
| 13e | Médaille d'or      | Hochkönigman Marathontrail                              | 48 km    | 3 juin 2017       | 5 h 47 min 27 s  |
| 20e | Médaille d'argent  | Grossglockner GlocknerTrail                             | 50 km    | 22 juillet 2017   | 5 h 55 min 58 s  |
| 64e | Médaille de bronze | Trail Verbier St-Bernard - X-Alpine                     | 111 km   | 6 juillet 2018    | 25 h 11 min 55 s |
| 23e | Médaille de bronze | Grossglockner GrossglocknerTrail                        | 75 km    | 28 juillet 2018   | 11 h 21 min 54 s |

## Records
| Épreuve       | Performance     | Date             | Lieu               |
| ------------- | --------------- | ---------------- | ------------------ |
| 3 000 mètres  | 10 min 33 s 37  | 21 janvier 1992  | Košice             |
| 5 000 mètres  | 17 min 39 s 02  | 1er juillet 1995 | Banská Bystrica    |
| 10 000 mètres | 38 min 4 s 07   | 20 juin 1992     | Košice             |
| 5 kilomètres  | 17 min 11 s     | 13 mai 2001      | Falls Church       |
| 10 kilomètres | 34 min 18 s     | 28 octobre 2001  | Týniště nad Orlicí |
| 15 kilomètres | 52 min 28 s     | 7 août 2004      | Jaworzno           |
| 10 miles      | 55 min 55 s     | 6 mai 2001       | Arlington          |
| 20 kilomètres | 1 h 11 min 38 s | 25 mai 2002      | Wheeling           |
| Semi-marathon | 1 h 12 min 50 s | 16 octobre 1994  | Haarlem            |
| 25 kilomètres | 1 h 32 min 58 s | 10 août 2003     | Žebrák             |
| Marathon      | 2 h 32 min 39 s | 22 juin 2002     | Duluth             |